# Hans Bronsart von Schellendorf

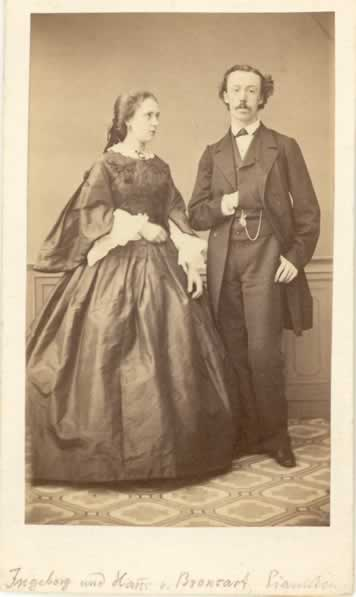
Ingeborg en Hans von Bronsart omstreeks 1861 kort na hun huwelijk in Leipzig

Hans August Alexander Bronsart von Schellendorf, beter bekend als Hans von Bronsart, (Berlijn, 11 februari 1830 – München, 3 november 1913) was een Duits pianist, componist en dirigent.

## Jeugd en studie
Bronsart was een telg uit een oude aristocratische Pruisische militaire familie. Zijn vader was luitenant-generaal en verscheidene andere familieleden bekleedden belangrijke militaire functies: zijn jongere broers Paul (1832-1891) en Walther (1833-1914) werden respectievelijk minister van oorlog en adjudant-generaal van de keizer. Het gezin verhuisde naar Danzig (nu Gdańsk in Polen) toen Hans nog een kind was, en hier begon hij op achtjarige leeftijd met pianoles. Na zijn middelbare school ging hij naar de universiteit van Berlijn om filosofie te studeren, terwijl hij piano studeerde bij Theodor Kullak en harmonie en contrapunt volgde bij Siegfried Dehn aan de Berliner Musikschule. In 1853 verhuisde hij naar Weimar om vier jaar bij Liszt te studeren.

## Pianist
Na zijn studie toerde hij door heel Europa en reisde hij tot aan Sint-Petersburg. Bronsart moet een formidabel pianist zijn geweest gezien het feit dat Liszt na de herziening van zijn Tweede Pianoconcert in 1856 Bronsart uitkoos om de première in Weimar op 7 januari 1857 met hemzelf als dirigent te spelen. Liszt heeft het werk ook aan hem opgedragen.
In Leipzig trouwde hij met zijn tweede vrouw Ingeborg Starck, een Zweeds-Duitse leerling van zowel Henselt als Liszt, die Bronsart voor het eerst had ontmoet in Weimar. Ze was een succesvol componist van opera's, liederen, marsen (haar Kaiser Wilhelm Marsch uit 1871 was een hit in die tijd) en van een pianoconcert in dezelfde toonsoort als Henselts populaire pianoconcert opus 16. Het paar kreeg twee kinderen, een meisje en een jongen.

## Componist en dirigent
Bronsart ging steeds meer tijd besteden aan het componeren. Zijn (enige) pianoconcert in Fis-mineur was gedurende het laatste kwart van de 19e eeuw een heel populair werk dat bijna alle grote pianisten op hun repertoire hadden staan.
Bronsart is heel actief geweest als dirigent. Een optreden in Leipzig leidde ertoe dat hij in 1860 werd aangesteld als dirigent van de Euterpe-concerten van die stad. Na Leipzig verhuisde hij naar Berlijn waar hij in 1865 zijn vriend Hans von Bülow opvolgde als dirigent van de Gesellschaft der Musikfreunde. Liszt noemde Von Bülow en Von Bronsart, “Hans I” en “Hans II” als teken van respect en genegenheid voor zijn twee voormalige leerlingen. Twee jaar later aanvaardde hij een aanstelling als artistiek leider van het Koninklijk Theater in Hannover tot 1887, het jaar na Liszts dood. Daarna werd hij artistiek leider van het Hoftheater in Weimar, een functie die hij bij zijn pensionering in 1895 opgaf.
De laatste jaren van zijn leven bracht hij door in Rottach-Egern, Pertisau en München. Hij stierf in München, slechts vijf maanden na zijn vrouw, op 3 november 1913.
Zo bekend als Bronsart was in de 19e eeuw, zo vergeten is hij sinds de 20e eeuw.